# Triacmoserica stegmanni
Triacmoserica stegmanni är en skalbaggsart som beskrevs av Hermann Julius Kolbe 1914. Triacmoserica stegmanni ingår i släktet Triacmoserica och familjen Melolonthidae. Inga underarter finns listade i Catalogue of Life.